# 비키 베를린
비키 베를린 타르프(덴마크어: Vicki Berlin Tarp, 1977년 11월 16일 ~ )는 덴마크의 배우이다.

## 출연 작품
- Sleep In (2000)
- Forbrydelsen (2007)
- Sommer (2008)
- Lærkevej (2009)
- Carmen og Colombo (2011)
- 슬픔의 삼각형 (Triangle of Sadness) (2022) - 폴라 역